# Peter Walker (autóversenyző)
Peter Walker (1912. október 7. – 1984. március 1.) brit autóversenyző, az 1951-es Le Mans-i 24 órás autóverseny győztese, volt Formula–1-es pilóta.

## Pályafutása
1951 és 1956 között hat alkalommal állt rajthoz a Le Mans-i 24 órás versenyen. Az 1951-es viadalon, váltótársával, Peter Whitehead-el együtt megszerezte a Jaguar első győzelmét a verseny történelmében. A következő három évben Stirling Moss-al közösen vett részt, és az 1953-as futamon csapattársaik, Tony Rolt és Duncan Hamilton alkotta duója mögött másodikként végeztek.
1950 és 1955 között a Formula–1-es világbajnokság négy futamán szerepelt. Jelen volt a sorozat első versenyén, a brit nagydíjon 1950-ben. Pontot egy alkalommal sem szerzett, legjobb helyezése az 1951-es brit versenyen elért hetedik pozíció.

## Eredményei

### Teljes Formula–1-es eredménysorozata
(Táblázat értelmezése)

(Félkövér: pole-pozícióból indult; dőlt: leggyorsabb kört futott) 

| Év   | Csapat                 | Modell           | Motor               | 1       | 2   | 3   | 4   | 5      | 6       | 7   | 8   | Helyezés | Pont |
| ---- | ---------------------- | ---------------- | ------------------- | ------- | --- | --- | --- | ------ | ------- | --- | --- | -------- | ---- |
| 1950 | Peter Walker           | ERA E            | ERA Straight-6      | GBR Ki* | MON | 500 | SUI | BEL    | FRA     | ITA |     | -        | 0    |
| 1951 | BRM Ltd.               | BRM P15          | BRM V16             | SUI     | 500 | BEL | FRA | GBR 7  | GER     | ITA | ESP | -        | 0    |
| 1955 | Stirling Moss          | Maserati 250F    | Maserati Straight-6 | ARG     | MON | 500 | BEL | NED Ki |         |     |     | -        | 0    |
| 1955 | Rob Walker Racing Team | Connaught Type B | Alta Straight-4     |         |     |     |     |        | GBR Ki* | ITA |     | -        | 0    |

* Tony Rolt-al közösen teljesítette a távot.

### Le Mans-i 24 órás autóverseny
| Év   | Csapat            | Autó              | Csapattárs      | Helyezés |
| ---- | ----------------- | ----------------- | --------------- | -------- |
| 1951 | Peter Walker      | Jaguar XK-120C    | Peter Whitehead | Győzelem |
| 1952 | Jaguar Cars Ltd.  | Jaguar C-Type     | Stirling Moss   | Kiesett  |
| 1953 | Jaguar Cars Ltd.  | Jaguar C-Type     | Stirling Moss   | 2.       |
| 1954 | Jaguar Cars Ltd.  | Jaguar D-Type     | Stirling Moss   | Kiesett  |
| 1955 | Aston Martin Ltd. | Aston Martin DB3S | Roy Salvadori   | Kiesett  |
| 1956 | Aston Martin Ltd. | Aston Martin DB3S | Roy Salvadori   | Kiesett  |

## Külső hivatkozások
- Profilja a grandprix.com honlapon (angolul)
- Profilja a statsf1.com honlapon (angolul)

1. ↑  http://en.espn.co.uk/f1/motorsport/driver/472.html